# Rewolwer

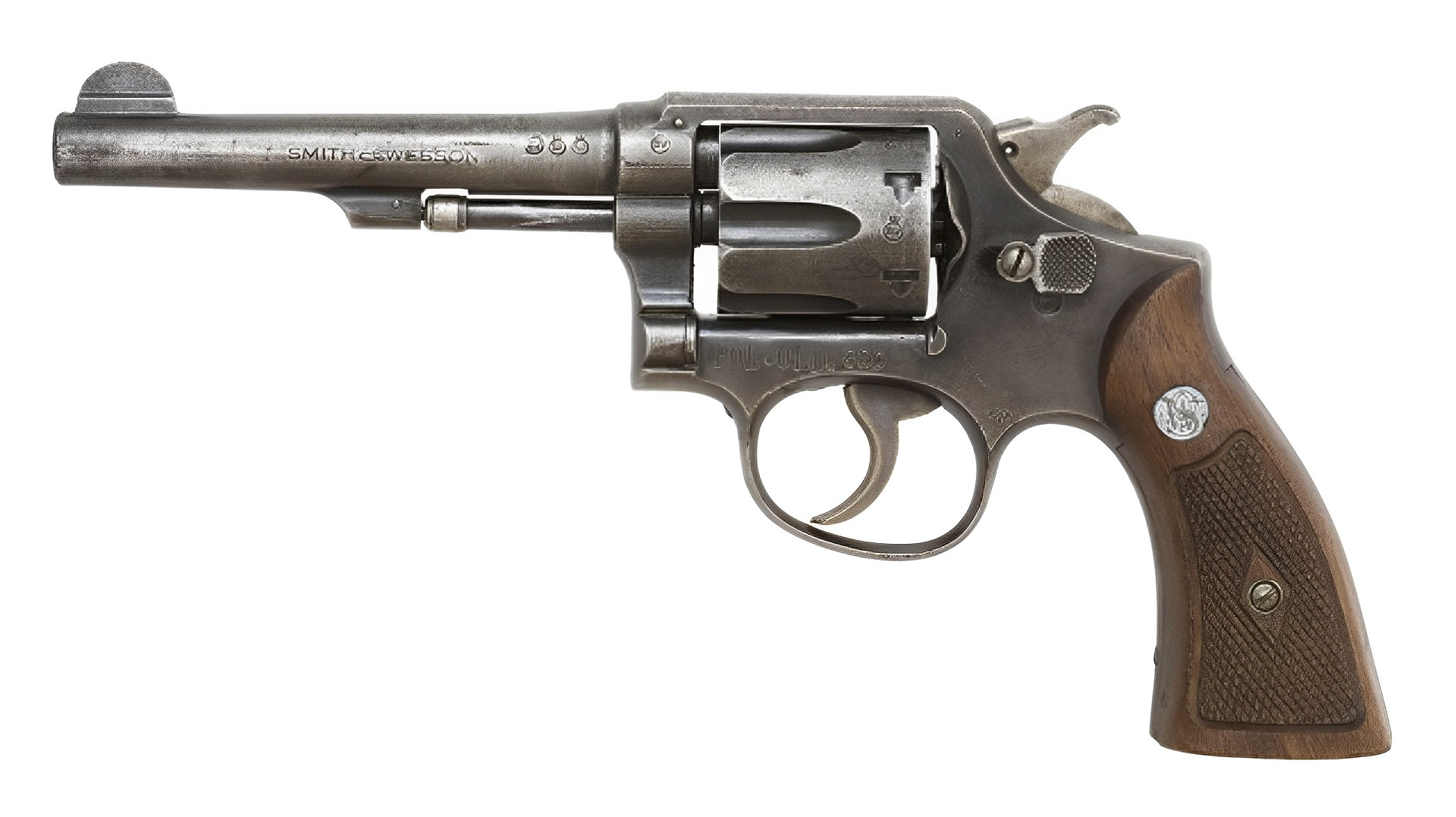
Rewolwer S&W Model 10 produkowany nieprzerwanie od 1899 r.

Rewolwer – krótka, ręczna broń strzelecka wyposażona w charakterystyczny obrotowy bęben z kilkoma komorami nabojowymi. 
Rewolwer jest bronią wielostrzałową, przeznaczoną do prowadzenia ognia na krótkich dystansach (do 50 m) i wyposażoną w chwyt umożliwiający prowadzenie ognia jedną ręką. Zasilany najczęściej amunicją rewolwerową, choć zdarzają się również konstrukcje wykorzystujące naboje pistoletowe. Zdecydowana większość rewolwerów jest bronią powtarzalną, przy czym konstrukcje samopowtarzalne stanowią marginalną rzadkość. Broń znana już w XVI wieku, jednak spopularyzowana dopiero 300 lat później za sprawą rewolwerów Samuela Colta.

## Budowa

### Bęben rewolwerowy
W odróżnieniu od pistoletu, posiadającego dla jednej lufy pojedynczą komorę nabojową, rewolwer posiada ich cały zespół umiejscowiony w obracającym się bębnie. Bęben (w którym umieszczane są naboje) pełni zaś funkcję analogiczną do magazynka w innych rodzajach broni strzeleckiej. Posiada najczęściej pojemność 6 naboi (choć nie jest to regułą), a kolejne strzały oddawane są po jego obrocie (co umiejscawia kolejną komorę z nabojem na wysokości lufy). Ładowanie rewolweru może odbywać się rozdzielnie w sposób odprzodowy (w starszych konstrukcjach), lub odtylcowo – wykorzystując naboje zespolone. 
- W rewolwerach odprzodowych komory bębna nie są przelotowe, a zakończone kominkiem, na który nakładany jest kapiszon. Natomiast ładunek miotający i pocisk umieszczane są od przodu komory. Ze względu na długi czas ładowania w niektórych konstrukcjach stosowano możliwość szybkiej wymiany bębna na zapasowy (zawczasu załadowany), co pełniło funkcję zbliżoną do magazynków wymiennych.

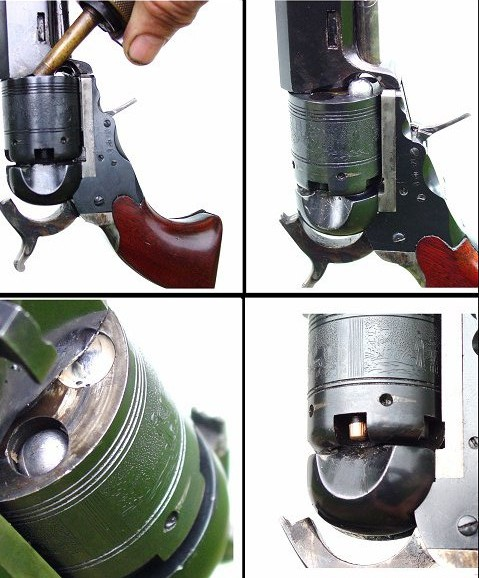
Ładowanie rewolweru odprzodowego Colt Paterson
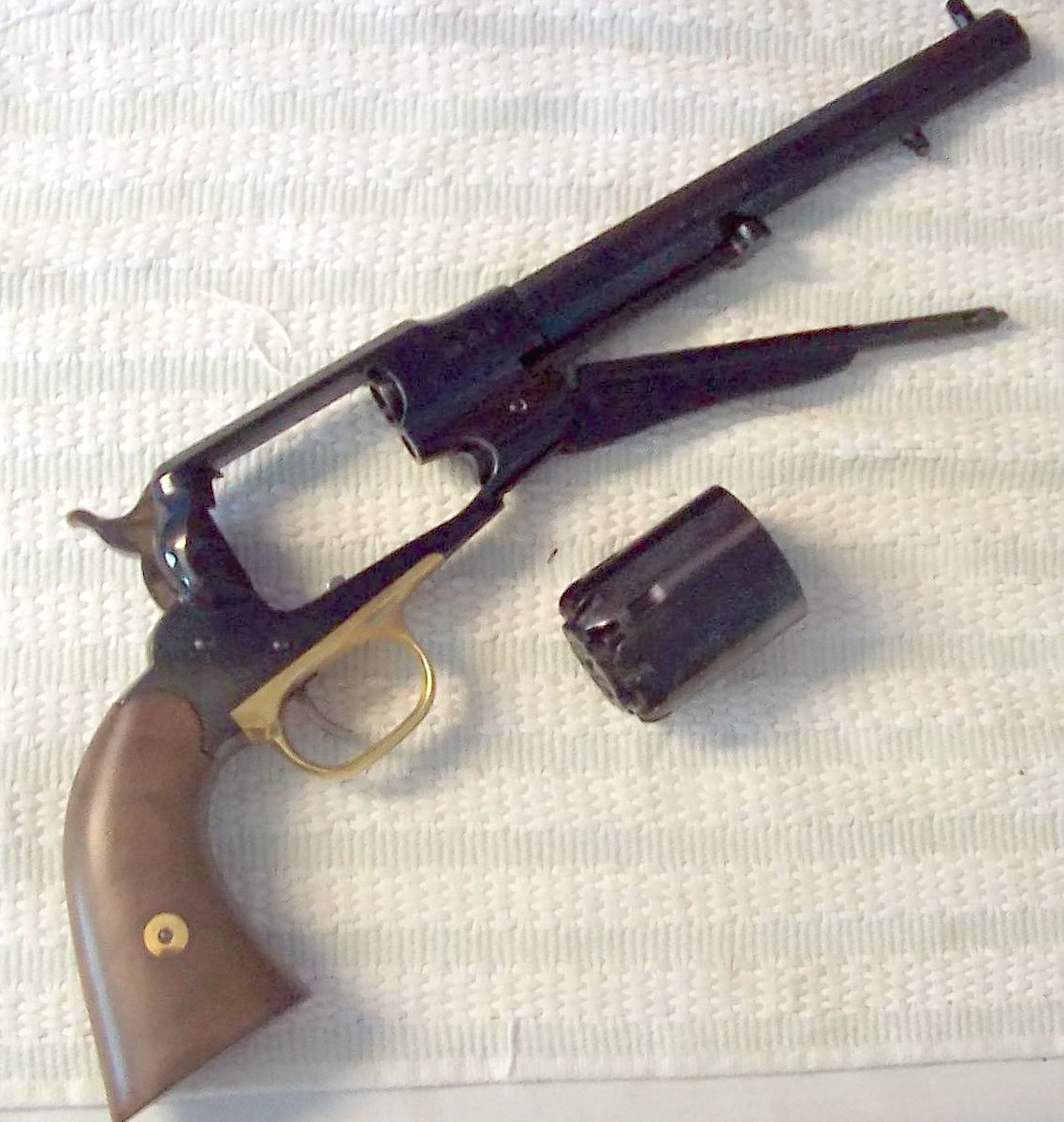
Rewolwer odprzodowy Remington M1858 umożliwiający szybką wymianę bębna

- W rewolwerach odtylcowych komory przewiercone są na wylot, co umożliwia umieszczenie całego naboju od tyłu komory. W zależności od konstrukcji dostęp do komór nabojowych uzyskiwany jest pojedynczo przez okno bębna (w przypadku bębna stałego), jego odchylenie na bok (bęben wysuwany) lub poprzez tzw. „łamanie lufy”, gdy umożliwia to konstrukcja szkieletu. Łuski nabojów pozostają w bębnie, aż do ich ręcznego usunięcia (w przeciwieństwie do pistoletu samopowtarzalnego wyrzucającego je od razu po oddaniu strzału)[1][2].

Rewolwer odtylcowy Lefaucheux M1858 z bębnem stałym
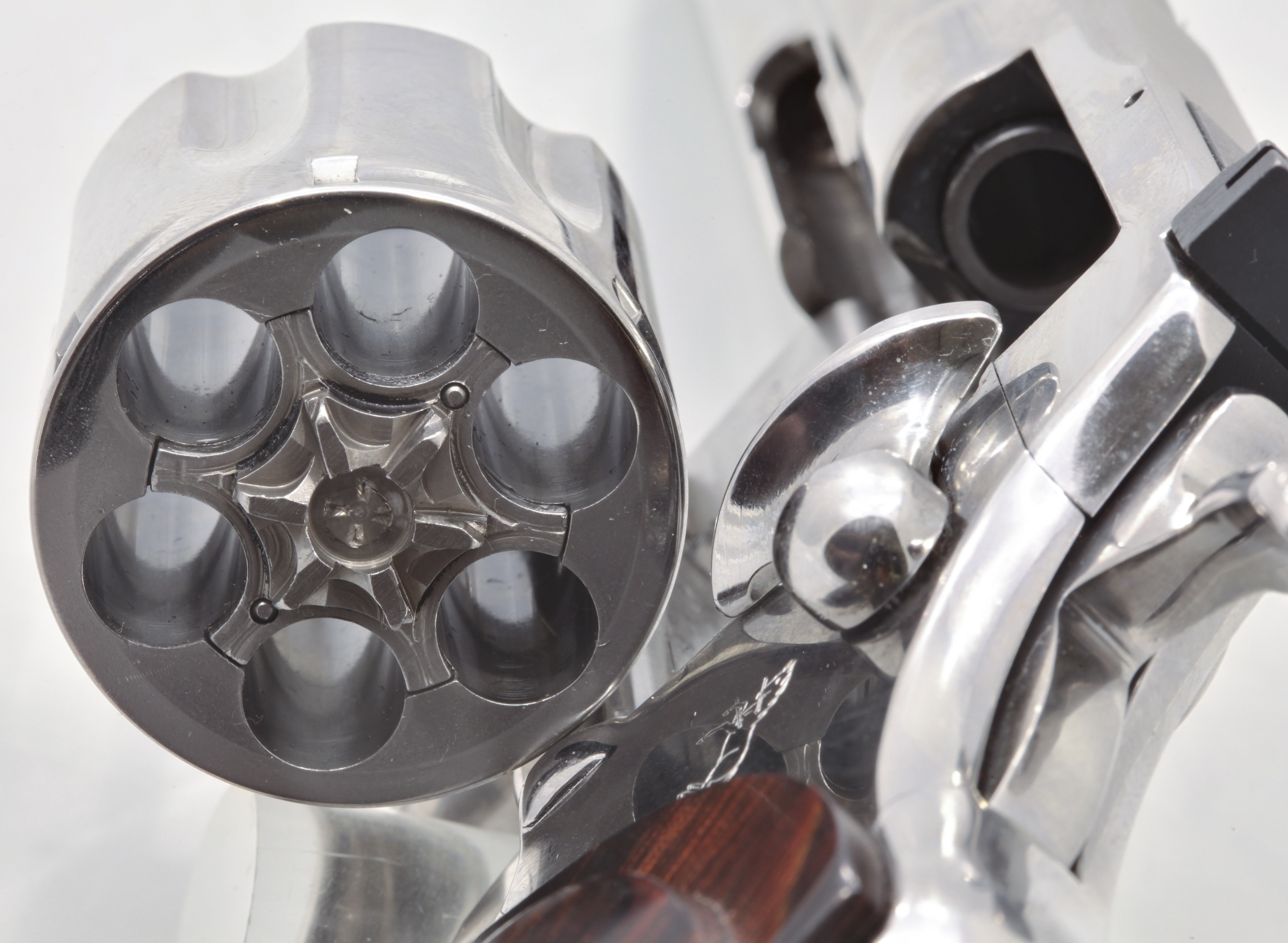
Rewolwer odtylcowy Colt Python z bębnem wysuwanym
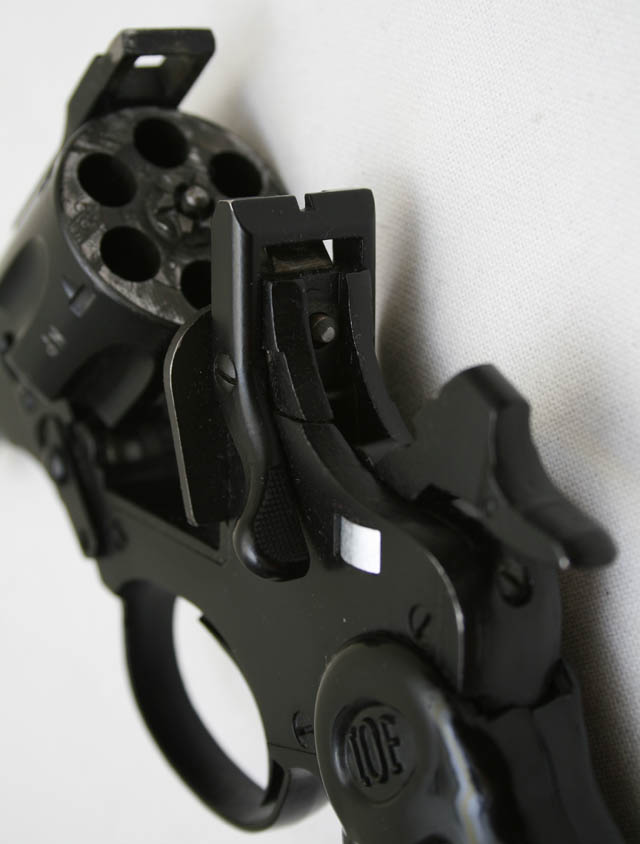
Rewolwer odtylcowy IOF .32 o konstrukcji łamanej

### Mechanizm spustowo-uderzeniowy

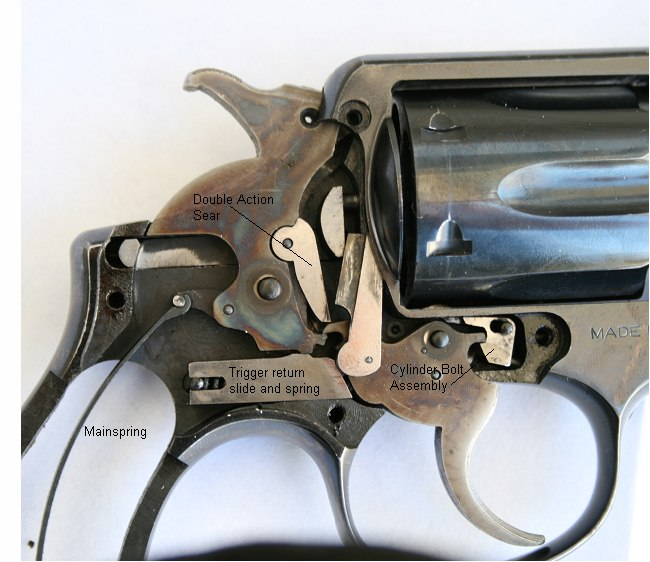
Mechanizm spustowy rewolweru wyposażony w system samonapinania kurka

Pod względem budowy mechanizmu spustowego-uderzeniowego wyróżnia się rewolwery:
- bez samonapinania (tzw. „pojedynczego działania”, ang. single action - SA) – w których przed oddaniem każdego kolejnego strzału należy ręcznie napiąć kurek; dopiero po wykonaniu tej czynności możliwe jest ściągnięcie spustu i oddanie strzału, jednocześnie podczas napinania kurka lub ściągania spustu obracany jest bęben[2]; system stosowany w starszych konstrukcjach, obecnie niemal całkowicie zmarginalizowany
- z samonapinaniem (tzw. „potrójnego działania” lub za językiem angielskim  „podwójnego działania”, ang. double action - DA) – w których kurek napinany jest mechanicznie wraz ze ściąganiem spustu (jednocześnie obracany jest też bęben)[2]; rozwiązanie takie znacząco zwiększa szybkostrzelność, ograniczając liczbę koniecznych do wykonania czynności; jednocześnie w wielu modelach rewolwerów tego systemu możliwe jest także ręczne napinanie kurka.

## Historia

### Protoplaści

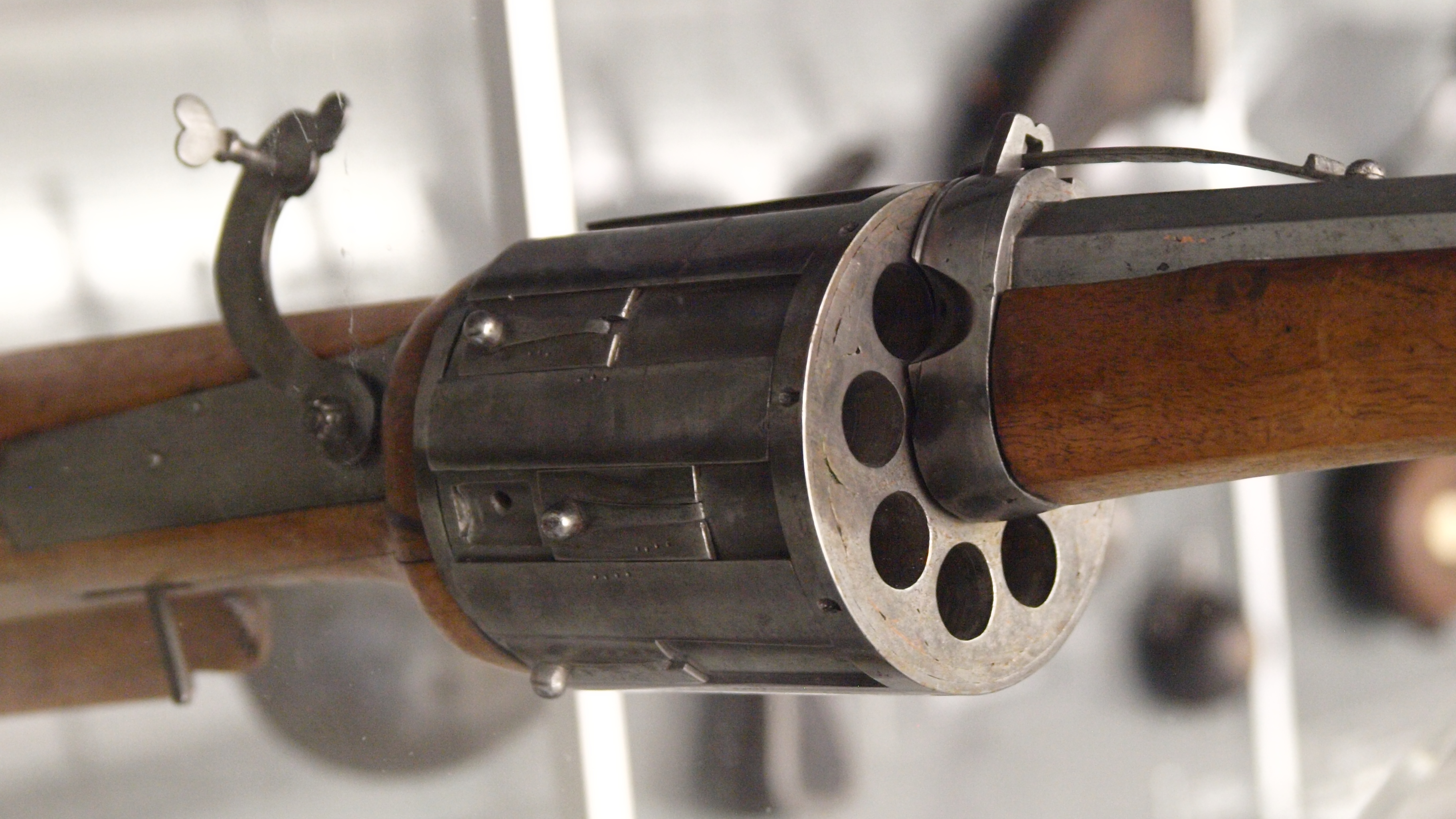
Muszkiet lontowy z bębnem rewolwerowym z ok. 1580 r.

Pierwsze próby tworzenia broni wielostrzałowej (zarówno długiej, jak i krótkiej) podejmowano już w XVI w., nie odnosząc jednak na tym polu szerszych sukcesów. W celu dostosowania broni strzeleckiej do możliwości prowadzenia ognia powtarzalnego opierano się równolegle na dwóch koncepcjach wykorzystujących obrotowy bęben z komorami nabojowymi (tożsamy dla rewolwerów) lub wiązkowy układ kilku obracających się luf (tożsamy dla tzw. rewolwerów wiązkowych). Realizacja obu koncepcji napotykała jednak ogromne trudności ze względu na ograniczenia technologiczne tych czasów (brak możliwości dostatecznie precyzyjnego i powtarzalnego wykonywania tak skomplikowanych mechanizmów przy produkcji ręcznej). 

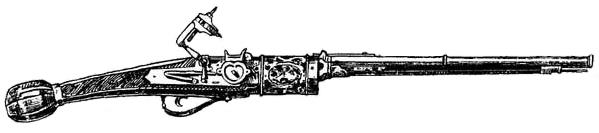
Rewolwer kołowy z ok. 1590 r.
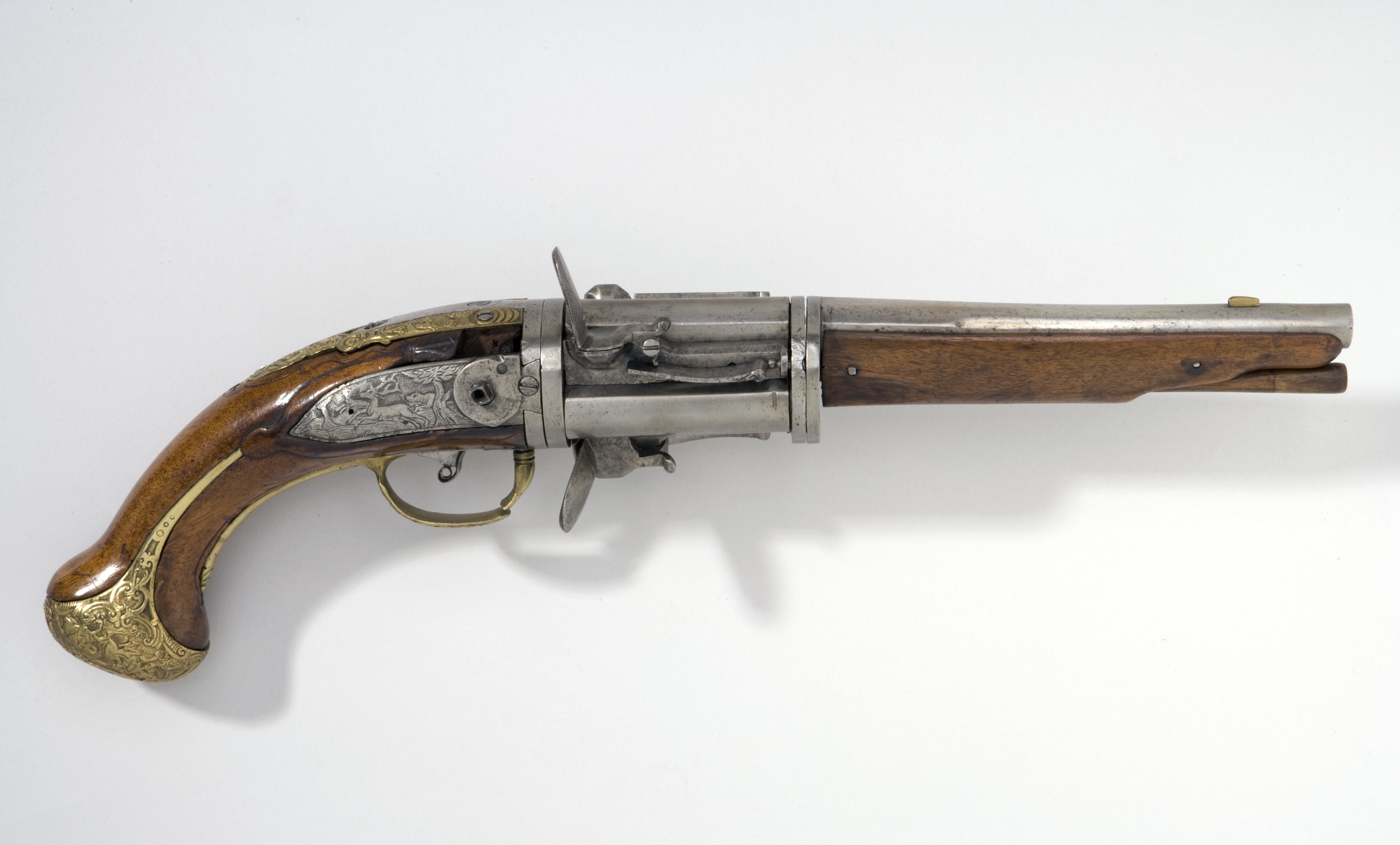
Rewolwer skałkowy z ok. 1730 r.

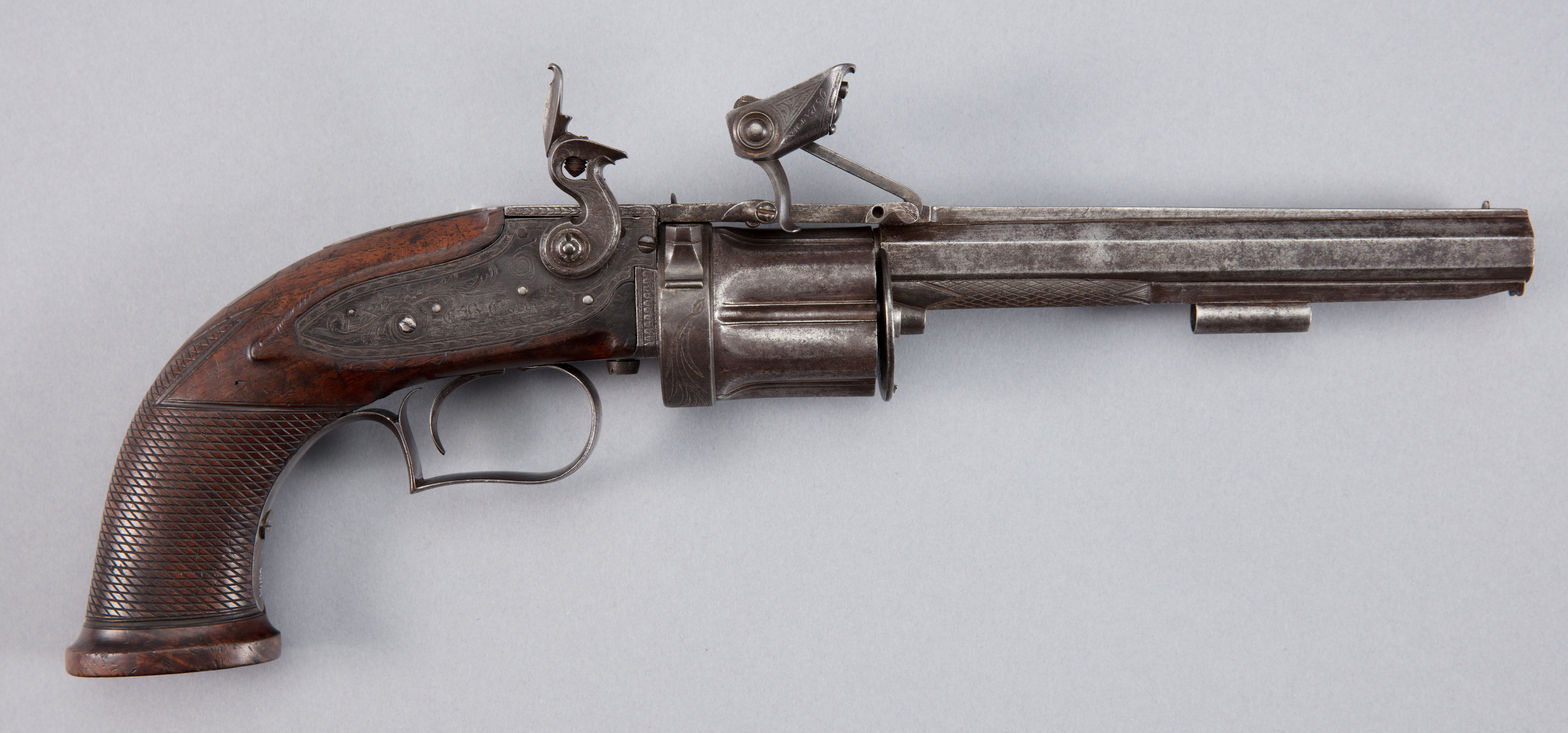
Rewolwer skałkowy Colliera z ok. 1818 r.

Dlatego też rewolwery aż do XIX w. pozostawały bronią bardzo drogą w produkcji, zawodną i niebezpieczną w użytkowaniu, pozostającą w cieniu dalece popularniejszych i prostszych technicznie jednostrzałowych pistoletów. Mimo to regularnie powracano do koncepcji broni zasilanej z obrotowego bębna, czego przykładem był rewolwer skałkowy, opatentowany przez Amerykanina Elisha Colliera w 1818 r. Mimo iż projekt Colliera zdobył szerokie uznanie, nie przełożyło się to na sukces komercyjny i nie wpłynęło na popularyzację tego typu broni.

### Colt i rewolwery kapiszonowe

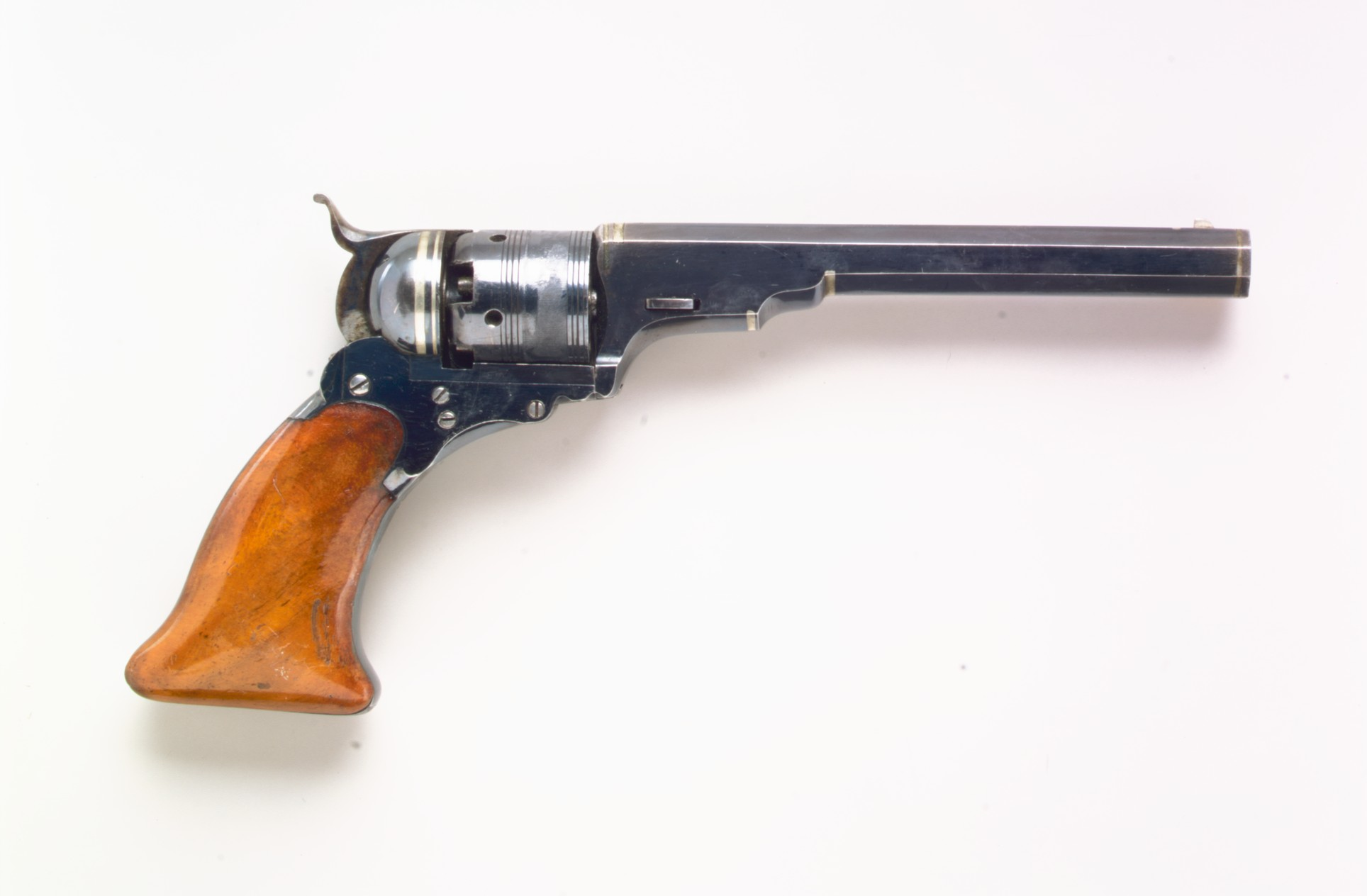
Rewolwer kapiszonowy Colt Paterson No. 3 z ok. 1838 r.

Prawdziwy przełom nastąpił dopiero w 1835 r. za sprawą Samuela Colta i jego pierwszego nowoczesnego rewolweru kapiszonowego, znanego jako Colt Paterson. W przeciwieństwie do swoich protoplastów rewolwer Colta charakteryzował się wysoką precyzją wykonania i współdziałania mechanizmów, co wiązało się przede wszystkim ze skuteczną synchronizacją i blokowaniem ustawiania kolejnych komór bębna względem przewodu lufy (odciąganie kurka powodowało równoczesny obrót bębna i jego zablokowanie). Ponadto części nowego rewolweru wykonywane były maszynowo, przez co ich zamienność umożliwiała produkcję masową, a zaadaptowanie zamka kapiszonowego w miejsce skałkowego, znacząco zwiększało niezawodność broni. Rewolwer Colta stał się zatem pierwszą w pełni funkcjonalną bronią powtarzalną, rozpoczynając nową erę dynamicznego rozwoju broni strzeleckiej
Pomimo swojej innowacyjności, zainteresowanie nowym rewolwerem było początkowo marginalne, a sytuacji nie poprawiła nawet prezentacja przed prezydentem Stanów Zjednoczonych Andrew Jacksonem, który aprobował broń. Przełamaniem impasu okazały się pierwsze zamówienia armii amerykańskiej w trakcie II wojny z plemieniem Seminolów, jednak na nieszczęście Colta, nieprzeszkoleni w zakresie obsługi jego rewolwerów żołnierze doprowadzali do ich częstych awarii. Podważyło to zaufanie co do jakości jego broni i ostatecznie doprowadziło do bankructwa firmy w 1843 r.

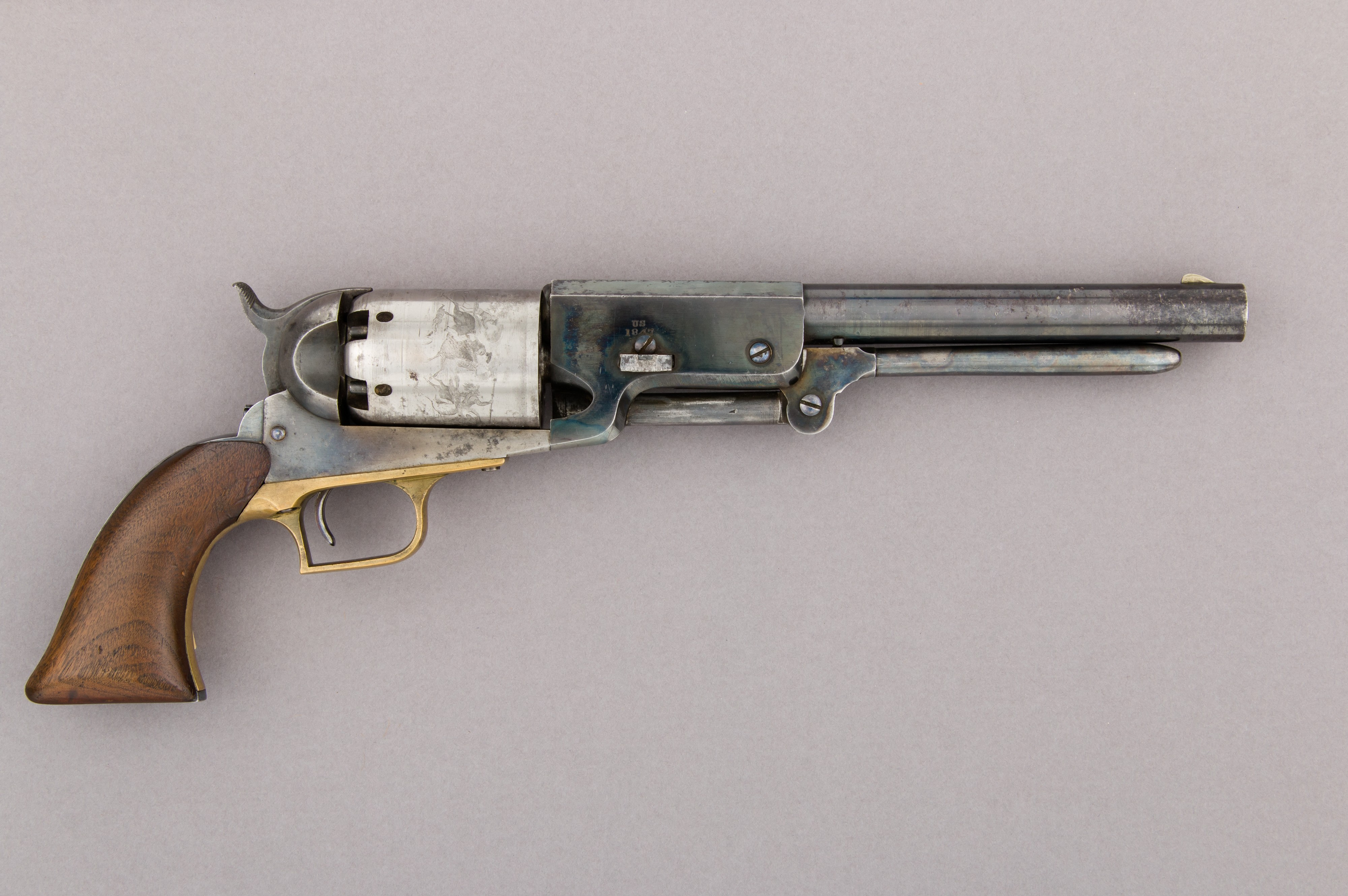
Rewolwer Colt Walker z 1847 r.

Kolejna szansa na powrót Colta do produkcji rewolwerów zrodziła się w trakcie wojny amerykańsko-meksykańskiej w 1846 r. Wtedy to kapitan Samuel Walker, który w trakcie konfliktu z Semionolami miał styczność z rewolwerami Colta i doceniał ich skuteczność, postanowił zamówić u konstruktora 1000 szt. rewolwerów, jednak przeprojektowanych według jego wytycznych. Powstały w ten sposób Colt Walker okazał się pierwszym komercyjnym sukcesem Colta i zapoczątkował gwałtowną popularyzację tego typu broni. Dzięki zarobionym pieniądzom i zdolnościom marketingowym właściciela, jego nowa firma Colt's Patent Firearms Manufacturing Company zyskała rozgłos, wprowadzając w następnych latach kolejne modele rewolwerów, pozyskując kontrakty rządowe oraz prowadząc szeroko zakrojoną sprzedaż na rynku cywilnym. Sukces Colta sprawił, że do produkcji rewolwerów szybko włączyły się również inne firmy, a popularyzacja rewolwerów odegrała też istotną rolę w amerykańskiej ekspansji na zachód (zob. Dziki Zachód).

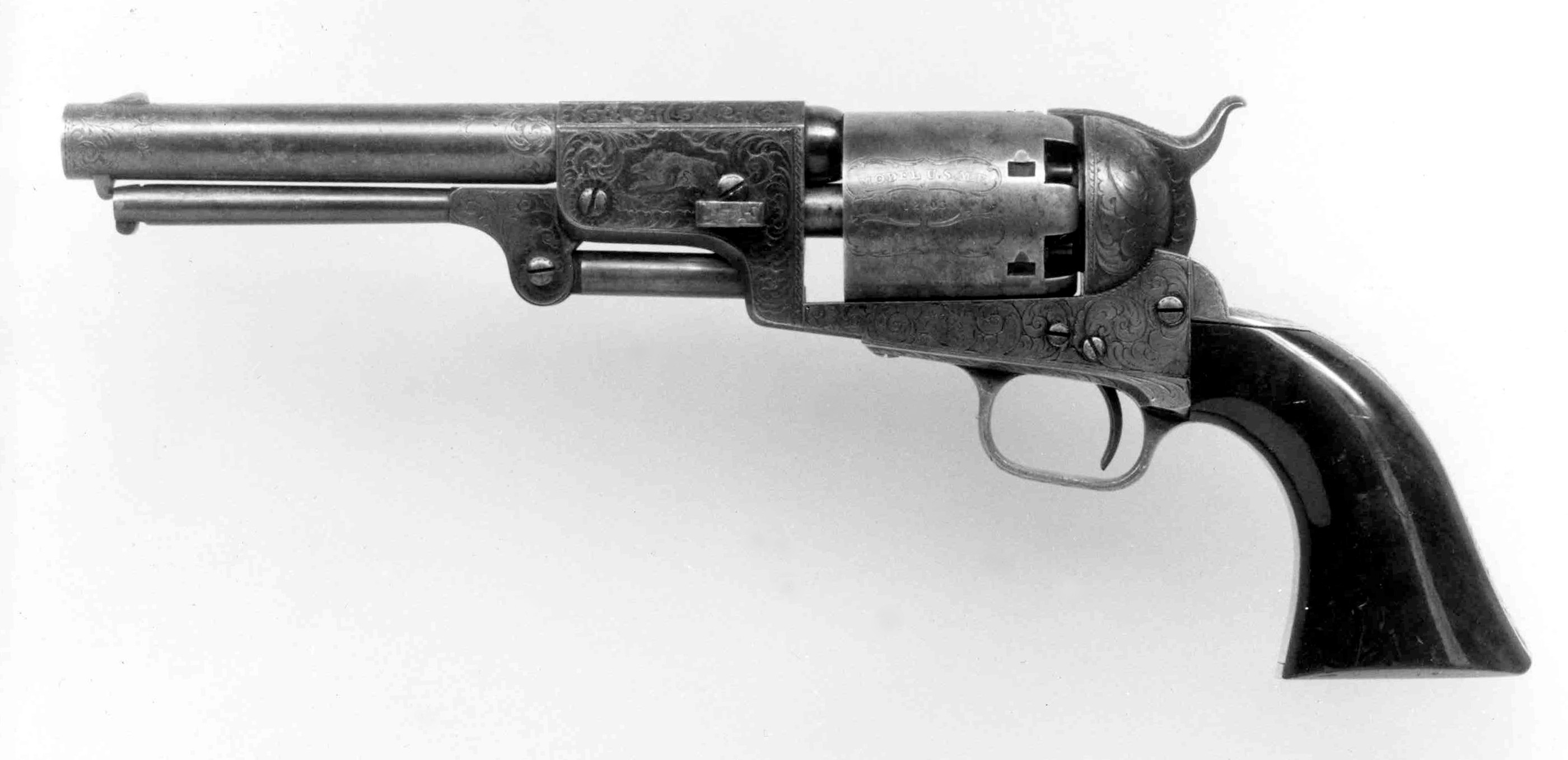
Colt Dragoon M1848
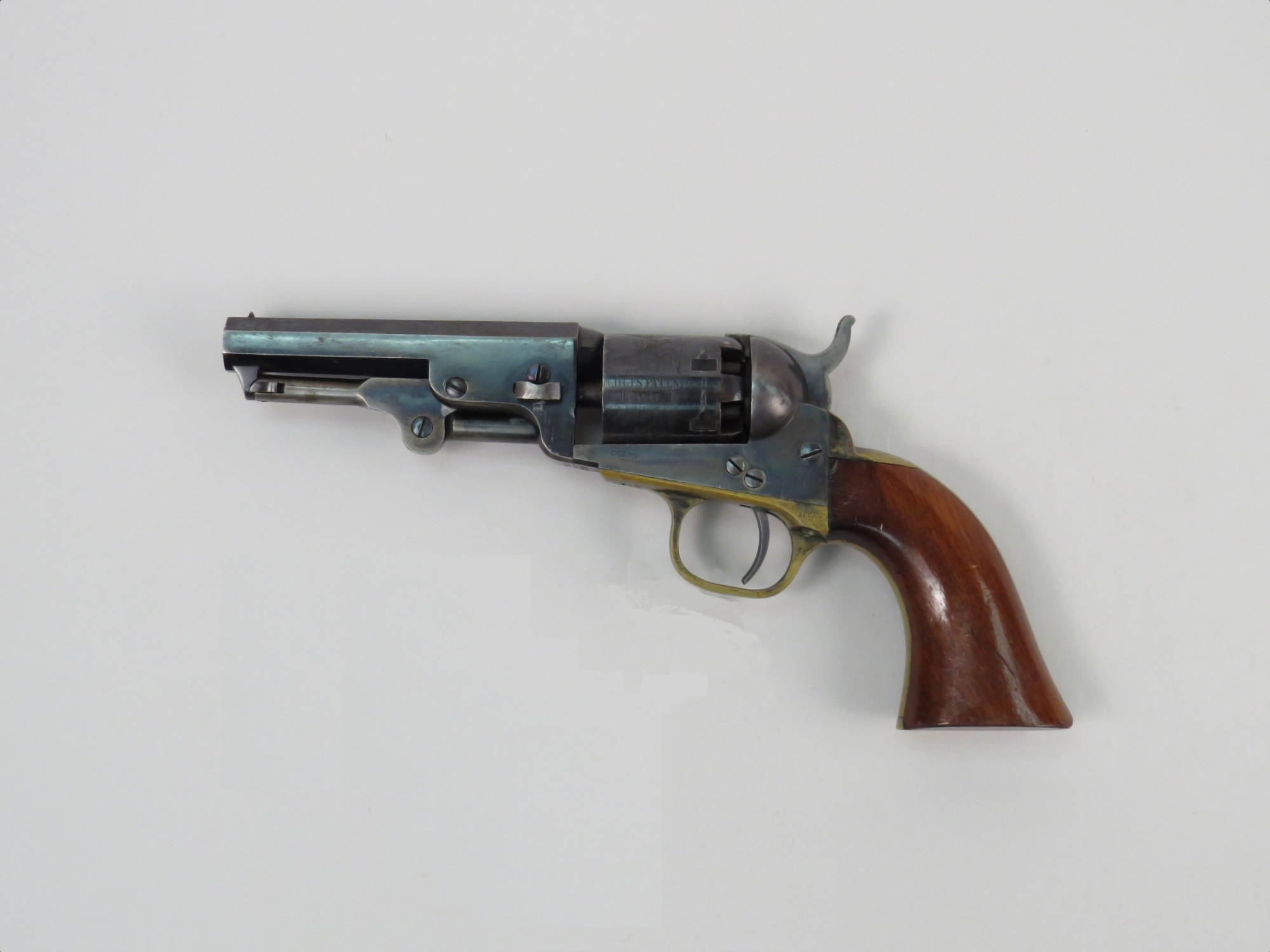
Colt Pocket M1849
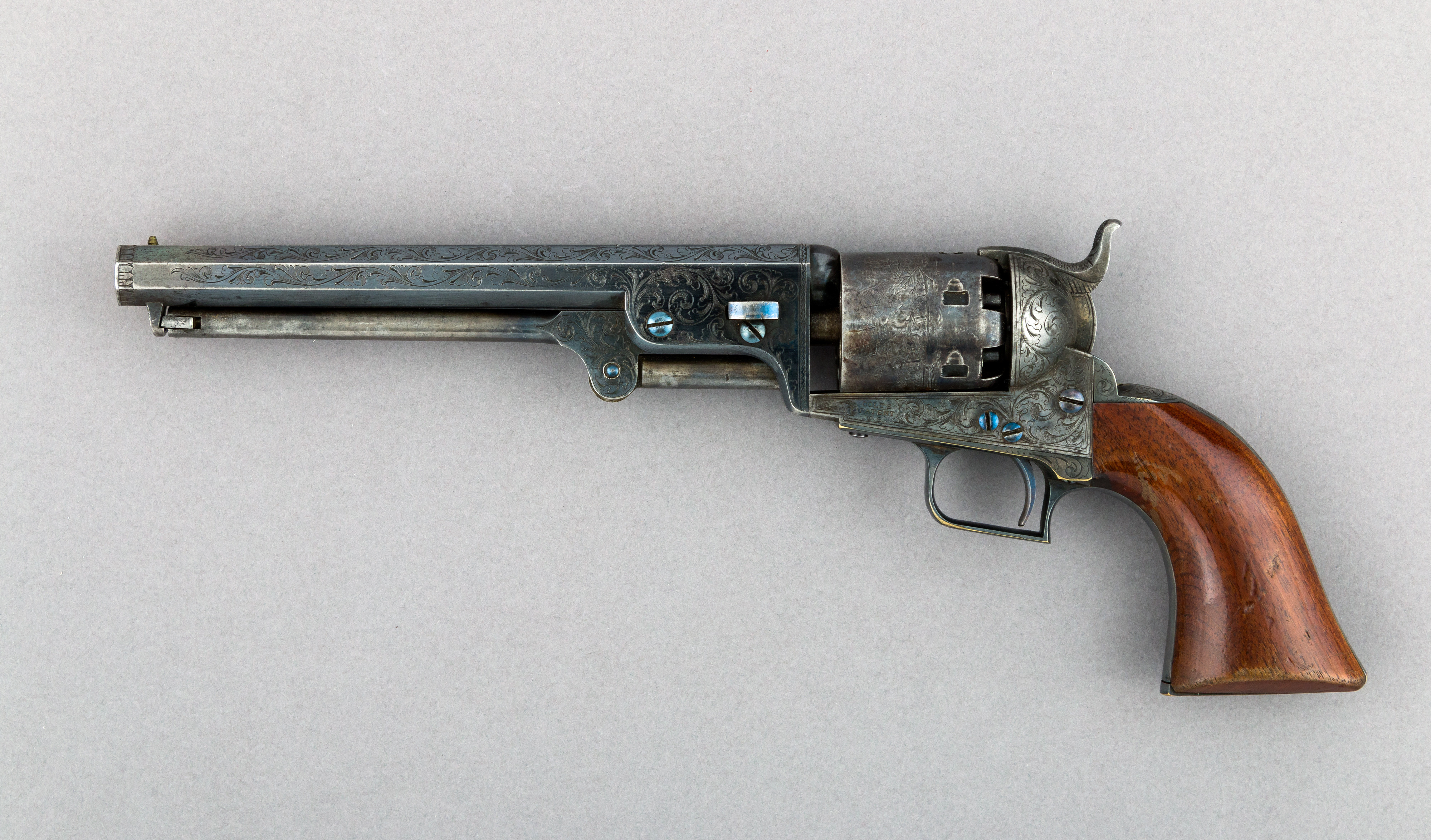
Colt Navy M1851
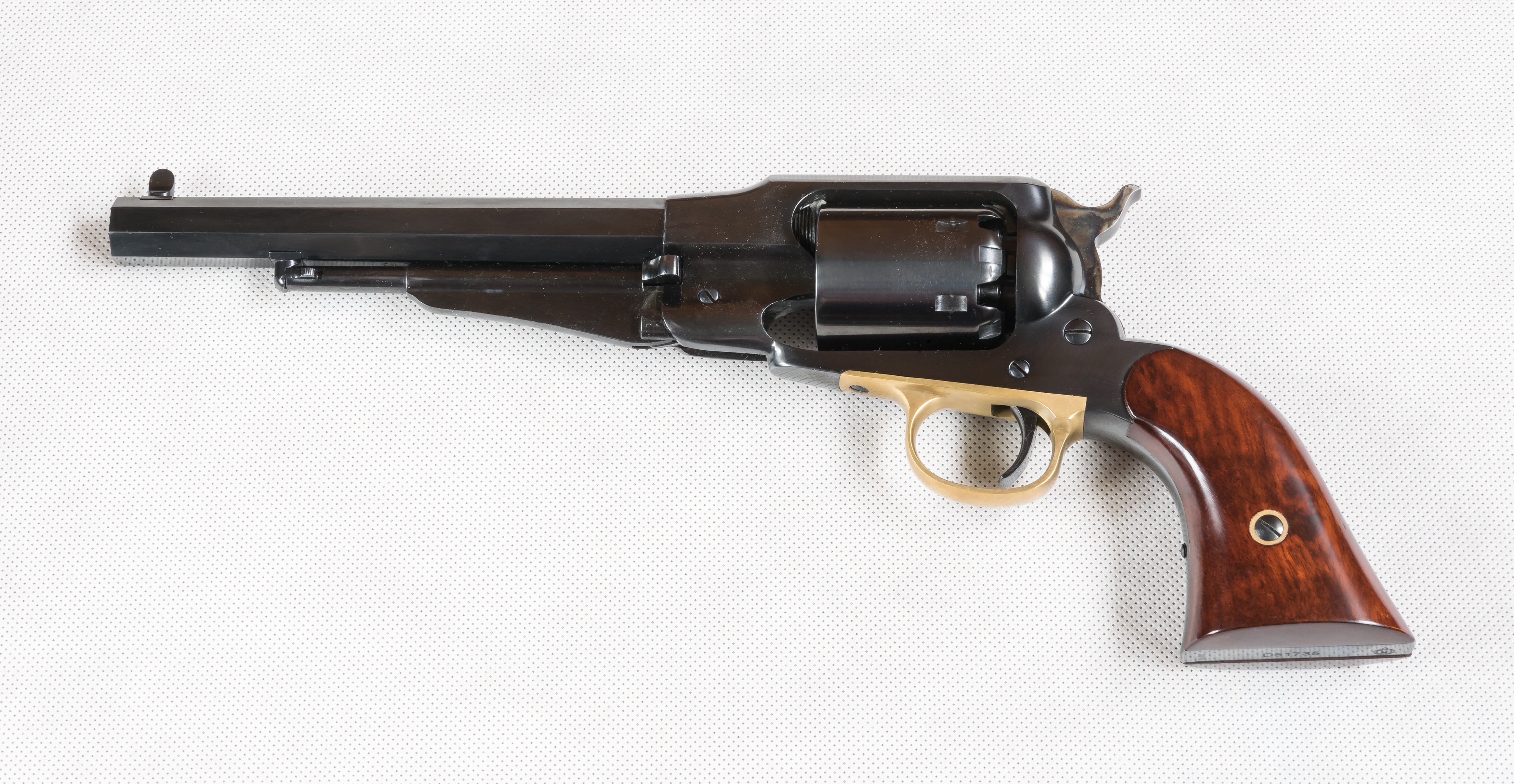
Remington M1858

### Nabój zespolony i rewolwery odtylcowe

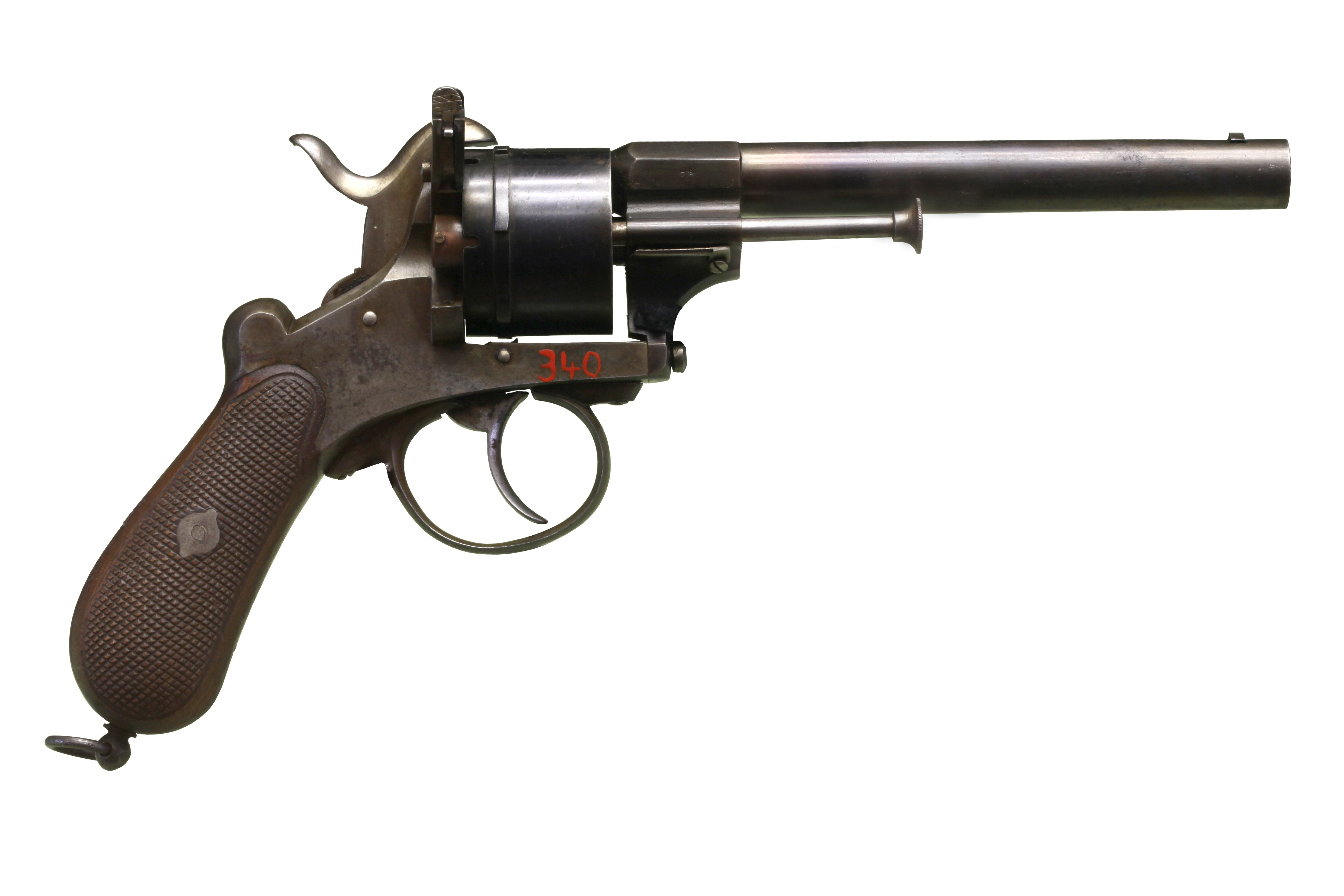
Rewolwer Lefaucheux M1858 na zespolone naboje trzpieniowe

Mimo gwałtownej popularyzacji rewolwery kapiszonowe obarczone były jednak poważnym mankamentem typowym dla konstrukcji broni strzeleckiej tych czasów – systemem odprzodowego rozdzielnego ładowania bębna. Umieszczanie poszczególnych części naboju w komorze (prochu, przybitki, pocisku) oraz kapiszonu na kominku było czynnością bardzo czasochłonną. 
Jednak równolegle we Francji Casimir Lefaucheux prowadził już prace nad nowoczesnym trzpieniowym nabojem zespolonym w łusce metalowej. Zaadaptowanie przez niego nowego naboju do odtylcowego zasilania rewolweru oraz przyjęcie w 1858 r. jego konstrukcji (Lefaucheux M1858) na wyposażenie francuskiej marynarki wojennej stało się zapowiedzią nowej rewolucji w konstrukcji broni palnej, znacząco usprawniając system ładowania. 

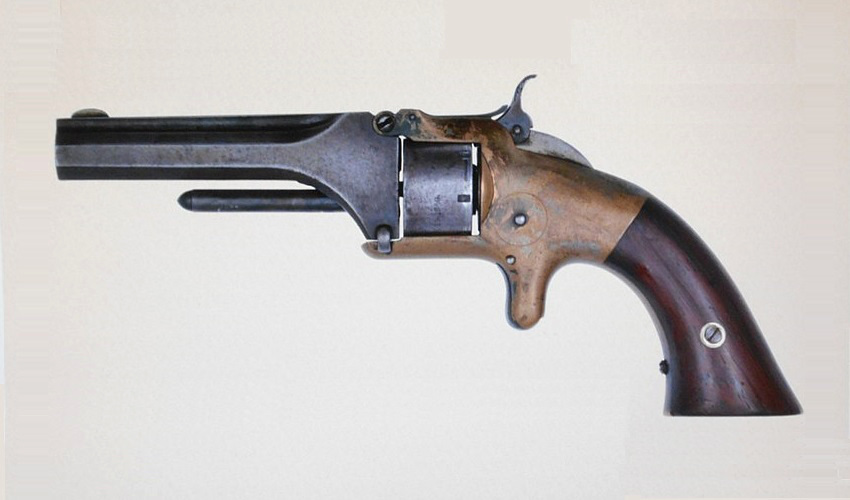
Rewolwer S&W Model 1 na zespolone naboje bocznego zapłonu

Od tej pory koncepcja używania amunicji zespolonej w łusce metalowej do zasilania rewolwerów odtylcowych zaczęła szybko zyskiwać na popularności. Niebawem konstrukcja tego typu amunicji uległa dalszej ewolucji poprzez wprowadzenie bezpieczniejszych naboi bocznego zapłonu, a następnie umożliwiających stosowanie silniejszych ładunków prochowych naboi centralnego zapłonu. 

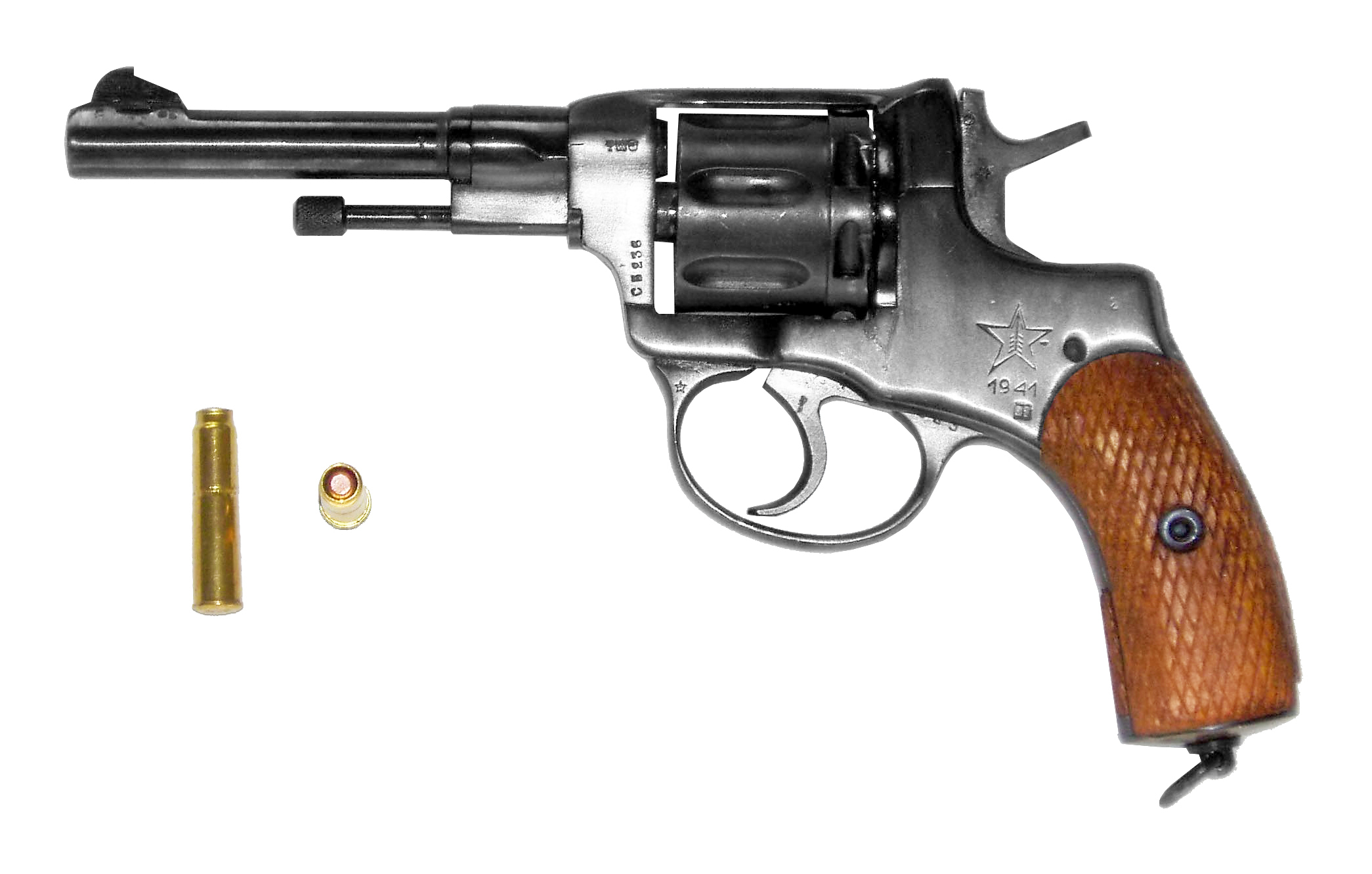
Rewolwer Nagant wz. 1895 na zespolone naboje centralnego zapłonu. Używany przez armię rosyjską/radziecką w czasie I i II wojny światowej

Od połowy XIX w. rewolwery w szybkim tempie wyparły z uzbrojenia pistolety jednostrzałowe oraz zmarginalizowały powstające dopiero pistolety powtarzalne, przez następne dekady stając się najpopularniejszą bronią tej klasy – zarówno w zakresie wojskowym, jak i cywilnym. Sytuacja taka utrzymywała się aż do końca XIX w., kiedy to za sprawą pierwszych udanych pistoletów samopowtarzalnych trend ten uległ odwróceniu. W porównaniu z rewolwerami, nowa pionierska klasa pistoletów okazała się bronią dalece ergonomiczniejszą w użytkowaniu, zapewniając ponadto większą szybkostrzelność i pojemniejsze magazynki. Cechy te sprawiły, że od początku XX w. rewolwery były stopniowo wypierane z uzbrojenia i traciły na znaczeniu. Mimo to na wyposażeniu wojskowym były szeroko wykorzystywane jeszcze w czasie pierwszej i drugiej wojny światowej. Ostatecznie rewolwer, jako broń cechująca się znacznymi gabarytami, wagą i kłopotliwym w obsłudze systemem zasilania, zniknął z uzbrojenia wojskowego i wyposażenia większości służb mundurowych, zastąpiony pistoletem. Mimo to rewolwery są nadal produkowane, ciesząc się niemałą popularnością wśród użytkowników cywilnych.

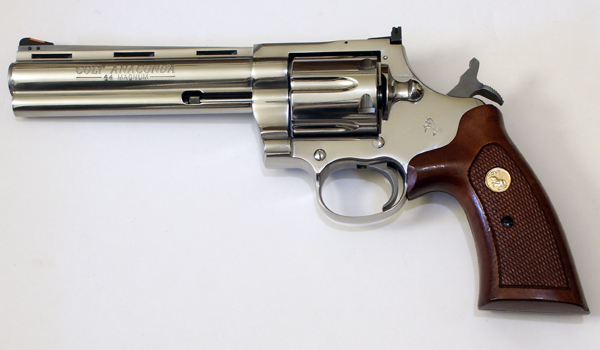
Współczesny rewolwer Colt Anaconda